# Sińczyca
Sińczyca (do 1945 niem. Schöningswalde) – wieś w Polsce położona w województwie zachodniopomorskim, w powiecie sławieńskim, w gminie Darłowo.
Według danych z 28 września 2009 roku wieś miała 136 stałych mieszkańców.
Wieś typowo rolnicza położona około 5-6 km na wschód od Darłowa na równinnym terenie.
Od południa granicę wsi zamyka linia kolejowa Korzybie - Darłowo z przystankiem Sińczyca.